# 郝旦
郝旦，东汉初朝辽西乌桓首领。
郝旦原是辽西郡乌桓族大人，统领乌桓之一部。汉光武帝建武二十五年（49年），率众九百余人（《三国志》作九千余人）归附东汉，到京师洛阳朝贡，进献奴婢、牛马及弓箭、虎豹貂皮等物，被光武帝劳飨、赏赐。他的一部分部下留为宿卫，部落渠帅有八十一人被封为侯、王、君长，留居辽东属国、辽西郡、右北平郡、渔阳郡、广阳郡、上谷郡、代郡、雁门郡、太原郡、朔方郡等边境地区，作为汉朝的侦候，帮助汉朝攻打匈奴、鲜卑。汉朝在上谷宁城（今河北省张家口市宣化区西北）再次设置护乌桓校尉，管理乌桓的赏赐、质子、互市等事，并兼领鲜卑事宜。此后，经过汉明帝、汉章帝、汉和帝三朝，乌桓与汉朝边塞无事。